# Heinkel HE 51
Heinkel He 51 je nemški dvokrilni lovski bombnik. Najprej je bil razvit za vlogo lovca, čeprav sta znani tudi amfibijska in bombniška varianta. Nastal je kot razvojna varianta njegovega predhodnika, Heinkel He 49.
Leta 1931 je Heinkel zaposlil letalska konstruktorja Walterja in Siegfrieda Günterja. Njun večji prvi projekt je bil prav He 49. Čeprav je njegova klasifikacija šolsko letalo , je s svojima dvema strojnicama imelo vlogo lovca. Prvi prototip, He 49a, je poletel novembra leta 1932. Temu sta sledila še He 49b z daljšim trupom in He 49c z izboljšanim motorjem.
Za še vedno tajno Luftwaffe je bil naročen kot He 51, prvo predserijsko letalo je poletelo maja 1933. Dobava se je pričela junija naslednjega leta.  
He 51 je bil dvokrilnik z kovinsko konstrukcijo, ki je bila prekrita z blagom. Gnal ga je glikolno hlajeni 12 valjni BMW VI motor z močjo okrog 750 konjev. Oborožen je bil z dvema 7.92 mm strojnicama nad motorjem, ti sta bili opremljeni z sinhronizatorjem streljanja.
He 51 naj bi nadomestil zastarelega Arada Ar 65, toda hkrati služil z njegovim naslednikom, Ar 68. Zaradi zastarelosti dizajna 150 letal že na dan izdelave so bila letala preurejena v He 51B z skupno 450 primerki. 46 od teh jih je bilo prirejenih v amfibijska letala z oznako He 51B-2  in še 100 v letala za napade na tleh (oznaka He 51C).

## Operativna zgodovina
6. avgusta je bilo Španiji dostavljenih 6 He 51 za borbo v Španski državljanski vojni na strani nacionalistov. Ti so prestali nekaj uspešnih operacij, med njimi so srečevali in premagovali številne starejše dvokrilnike Španskih republiških zračnih sil. Že na prvi operativni dan, 18. avgusta 1936,  so sestrelili dva Nieuport 52, Breguet 19 in Potez 54.  Dobave so se stopnjevale skupaj z povečevanjem sovražnosti, do novembra sta bili opremljeni že dve eskadriliji. Legion Condor pa je sestavila 3 eskadrile po 12 letal, te so pilotirali nemški "prostovoljci". 
Ta čas superiornosti je bil kratkotrajen, s prihodom velikega števila sodobnih letal iz Sovjetske zveze, vključno z dvokrilcem Polikarpov I-15 in novim monoplanom Polikarpov I-16,  skupaj z bombnikom Tupoljev SB, ki je imel 110 km / h (70 mph) hitreje.  HE 51 izkazal ne more zaščititi bombnikov Legija Condor ' ga je prisililo, da preklopite na nočne operacije, , hkrati pa ne more prestrezanje veliko hitreje SB.  Tako so ga He 51 umaknili z bojne dolžnosti in ga tako legionar Condor kot nacionalisti spustili v vlogo zemeljskega napada.  V vlogi lovca ga je nadomestil Fiat CR.32 v uporniških nacionalističnih letalskih silah, pri čemer je Legion Condor od aprila 1937 prejel Messerschmitt Bf 109, da mu je omogočil uspešno delovanje v borbenih operacijah. 
Čas zračne premoči je bil kratkega veka, saj je na pomoč prišlo veliko letal Sovjetske zveze, med drugim Polikarpov I-15 in Polikarpov I-16 skupaj z bombnikom Tupoljev SB. He 51 tako ni bil več sposoben zaščititi bombnikov Legije Condor in tako je bil obsojen na nočne operacije. Zaradi nezmožnosti prestrezanja veliko hitrejših SB-jev so ga umaknili iz vrst lovcev in ga usmerili v napade na cilje na tleh. V uporniških nacionalističnih vrstah ga je zamenjal italijanski CR.32, v Legiji Condor pa je od aprila 1937 njegovo vlogo nadomestil Messerschmitt Bf 109. 
Če je He 51 spodletel kot lovsko letalo, se je zelo izkazal kot letalo za napad na zemeljske cilje. Tega je Wolfram von Richtofen uporabil za razvoj taktike tesne letalske podpore, ki je bila del Blitzkriega.  Letalo se je še naprej uporabljalo v državljanski vojni navkljub velikim izgubam. Po vojni se je 46 preživelim pridružilo še 15 novih letal, ti so bili v Španskih zračnih silah v uporabi vse do leta 1952.
He 51 je nadaljeval s prvovrstno službo pri Luftwaffeju do leta 1938, v prvih letih druge svetovne vojne pa je ostal v službi naprednega trenerja. 

## Karakteristike letala
Podatki iz Warplanes of the Luftwaffe
Splošne značilnosti
- Posadka: 1
- Dolžina: 84 m (275 ft 7 in)
- Razpon kril: 11 m (36 ft 1 in)
- Višina: 32 m (105 ft 0 in)
- Površina kril: 272 m2 (2.930 sq ft)
- Pogon letala: 1 × BMW VI 7.3 Z V-12 tekočinsko-hlajeni batni motor, 559 kW (750 hp)
- Propelerji: št. lopatic: 2 nastavljivi propeler

Zmogljivost
- Maks. hitrost: 330 km/h (205 mph; 178 kn)
- Potovalna hitrost: 280 km/h (174 mph; 151 kn)
- Doseg: 570 km (354 mi; 308 nmi)
- Čas do višine: 1.000 m (3.281 ft) v 1 min 24 s[13]

6.000 m (19.685 ft) v 16 min 30 s
- Obremenitev kril: 699 kg/m2 (143 lb/sq ft)

Oborožitev

- Strelno orožje: 2 × 7.92 mm MG 17 v nosu letala; 500 strelov/min
- Bombe: 6 × 10 kg (22 lb) bombe (C-1)